# 滋賀県道122号貴生川停車場線
滋賀県道122号貴生川停車場線（しがけんどう122ごう きぶかわていしゃじょうせん）は、滋賀県甲賀市を通る一般県道である。

## 概要
甲賀市水口町虫生野から甲賀市水口町三大寺に至る。旧国道の一部が新たにこの県道に加えられた。

### 路線データ
- 起点：甲賀市水口町虫生野（JR西日本草津線・近江鉄道本線・信楽高原鐵道信楽線 貴生川駅前）
- 終点：甲賀市水口町三大寺（三大寺北交差点、滋賀県道・三重県道4号草津伊賀線交点）
- 総延長：0.6 km

## 路線状況

### 道路施設

#### 橋梁
- 北杣橋（杣川、甲賀市）

## 地理

### 通過する自治体
- 甲賀市

### 交差する道路
| 交差する道路                    | 交差する場所 | 交差する場所          |
| ------------------------------- | ------------ | --------------------- |
| 滋賀県道121号貴生川北脇線       | 水口町貴生川 |                       |
| 滋賀県道・三重県道4号草津伊賀線 | 水口町三大寺 | 三大寺北交差点 / 終点 |

### 沿線
- JR西日本草津線・近江鉄道本線・信楽高原鐵道信楽線 貴生川駅
- 滋賀銀行 貴生川支店
- 水口市民病院
- 甲賀市立貴生川保育園
- 杣川運動公園
- 貴生川郵便局
- 甲賀市立貴生川小学校、貴生川幼稚園